# Festival international du film de Moscou 1969
Le Festival international du film de Moscou 1969 (Московский международный кинофестиваль 1969) est la 6e édition du Festival international du film de Moscou qui se tient du 7 au 22 juillet 1969. Les prix d'or sont attribués au film cubain Lucía réalisé par Humberto Solás, au film italien Serafino ou l'Amour aux champs réalisé par Pietro Germi et au film soviétique  Nous vivrons jusqu'à lundi réalisé par Stanislav Rostotski.

## Jury
- Sergueï Guerassimov (URSS - Président du jury)
- Dev Anand (Inde)
- Vija Artmane (URSS)
- King Vidor (É.U)
- Erwin Geschonneck (Allemagne de l'Est)
- Anatoli Golovnia (URSS)
- Mbissine Thérèse Diop (Sénégal)
- Zakhari Jandov (bg) (Bulgarie)
- Stanislav Zvoniček (Tchécoslovaquie)
- Jerzy Kawalerowicz (Pologne)
- Ion Popescu-Gopo (Roumanie)
- Glauber Rocha (Brésil)
- István Szabó (Hongrie)
- Alberto Sordi (Italie)
- Yves Ciampi (France)
- Madiha Yousri (Égypte)

## Films en compétition
Les films suivants sont sélectionnés pour la compétition principale :
| Titre français                           | Titre original                                  | Réalisateur(s)                      | Pays d'origine                    |
| ---------------------------------------- | ----------------------------------------------- | ----------------------------------- | --------------------------------- |
| Les Frères Karamazov                     | Братья Карамазовы Bratya Karamazovy             | Ivan Pyryev                         | Union soviétique                  |
| Midt i en jazztid                        | Midt i en jazztid                               | Knud Leif Thomsen                   | Danemark                          |
| Le Temps de vivre                        | Le Temps de vivre                               | Bernard Paul                        | France                            |
| Playtime                                 | Playtime                                        | Jacques Tati                        | France                            |
| Brent jord (no)                          | Brent jord                                      | Knut Andersen (no)                  | Norvège                           |
| 2000 Weeks (en)                          | 2000 Weeks                                      | Tim Burstall (en)                   | Australie                         |
| 2001, l'Odyssée de l'espace              | 2001: A Space Odyssey                           | Stanley Kubrick                     | Royaume-Uni, États-Unis           |
| Les Murs                                 | Falak                                           | András Kovács                       | Hongrie                           |
| Du bist min. Ein deutsches Tagebuch (de) | Du bist min. Ein deutsches Tagebuch             | Annelie Thorndike, Andrew Thorndike | Allemagne de l'Est                |
| Nous vivrons jusqu'à lundi               | Доживём до понедельника Dojiviom do ponedelnika | Stanislav Rostotski                 | Union soviétique                  |
| Palaver                                  | Palaver                                         | Emile Degelin                       | Belgique                          |
| Răutăciosul adolescent (ro)              | O femeie pentru un anotimp                      | Gheorghe Vitanidis                  | Roumanie                          |
| Täällä Pohjantähden alla (fi)            | Täällä Pohjantähden alla                        | Edvin Laine                         | Finlande                          |
| Cabascabo (es)                           | Cabascabo                                       | Oumarou Ganda                       | Niger                             |
| Kad čuješ zvona (sh)                     | Кад чујеш звона Kad čuješ zvona                 | Antun Vrdoljak                      | Yougoslavie                       |
| Colonie Lanfier (ru)                     | Kolonie Lanfieri                                | Jan Schmidt                         | Tchécoslovaquie, Union soviétique |
| Korridoren (sv)                          | Korridoren                                      | Jan Halldoff (sv)                   | Suède                             |
| Un soupçon de peur (ar)                  | شيء من الخوف Chay min el hauf                   | Hussein Kamal                       | Égypte                            |
| Lucía                                    | Lucía                                           | Humberto Solás                      | Cuba                              |
| Oliver !                                 | Oliver!                                         | Carol Reed                          | Royaume-Uni                       |
| Colonel Wolodyjowski                     | Pan Wolodyjowski                                | Jerzy Hoffman                       | Pologne                           |
| Ayúdeme usted compadre (es)              | Ayúdeme usted compadre                          | Germán Becker Ureta (es)            | Chili                             |
| La Rivière sans pont (ja)                | 橋のない川 Hashi no nai kawa                    | Tadashi Imai                        | Japon                             |
| Nawab sirajuddaula (bn)                  | নবাব সিরাজউদ্দৌল্লা Nawab sirajuddaula                 | Khan Ataur Rahman (bn)              | Pakistan                          |
| La Celestina                             | La celestina                                    | César Fernández Ardavín             | Espagne                           |
| Serafino ou l'Amour aux champs           | Serafino                                        | Pietro Germi                        | Italie                            |
| Simón Bolívar                            | Simón Bolívar                                   | Alessandro Blasetti                 | Venezuela Italie                  |
| Megh o Roudra (en)                       | মেঘ ও রৌদ্র Megh-o-roudra                          | Arundhati Devi (bn)                 | Inde                              |
| Sept Jours de sursis (de)                | Sieben Tage Frist                               | Alfred Vohrer                       | Allemagne de l'Ouest              |
| Tango (bg)                               | Танго Tango                                     | Vassil Mirtchev (bg)                | Bulgarie                          |
| Breve cielo (es)                         | Breve cielo                                     | David José Kohon (es)               | Argentine                         |
| Ogloo                                    | Оглоо Ogloo                                     | Dejidiin Jigjid (mn)                | Mongolie                          |

## Prix
- Prix d'or :
  - Lucía de Humberto Solás
  - Serafino ou l'Amour aux champs de Pietro Germi
  -  Nous vivrons jusqu'à lundi (Доживём до понедельника, Dozhivyom do ponedelnika) de Stanislav Rostotski
- Prix spécial : Ivan Pyryev pour Les Frères Karamazov
- Prix d'argent :
  - Playtime de Jacques Tati
  - Kad čuješ zvona (sh) d'Antun Vrdoljak
- Prix spécial :
  - Carol Reed pour Oliver !
  - Du bist min. Ein deutsches Tagebuch (de) d'Annelie Thorndike, Andrew Thorndike
- Prix :
  - Meilleur acteur : Ron Moody pour Oliver !
  - Meilleur acteur : Tadeusz Łomnicki pour Colonel Wolodyjowski
  - Meilleure actrice : Irina Petrescu pour O femeie pentru un anotimp
  - Meilleure actrice : Ana María Picchio pour Breve cielo
- Diplômes :
  - Brent jord de Knut Andersen
  - Cabascabo d'Oumarou Ganda
  - Réalisateur : András Kovács pour Falak
  - Directeur de la photographie: Ivailo Tranchev pour Tango
- Prix FIPRESCI : Lucía d'Humberto Solás

## Source de la traduction
- (en) Cet article est partiellement ou en totalité issu de l’article de Wikipédia en anglais intitulé « 6th Moscow International Film Festival » (voir la liste des auteurs).